# Marilia nobsca
Marilia nobsca är en nattsländeart som beskrevs av Milne 1936. Marilia nobsca ingår i släktet Marilia och familjen böjrörsnattsländor. Inga underarter finns listade i Catalogue of Life.